# Melipona nebulosa
Melipona nebulosa là một loài Hymenoptera trong họ Apidae. Loài này được Camargo mô tả khoa học năm 1988.